# Tephrina defectaria
Tephrina defectaria är en fjärilsart som beskrevs av Walker 1861. Tephrina defectaria ingår i släktet Tephrina och familjen mätare. Inga underarter finns listade i Catalogue of Life.